# Dysdera valentina
Dysdera valentina är en spindelart som beskrevs av Ignacio Ribera 2004. Dysdera valentina ingår i släktet Dysdera och familjen ringögonspindlar.
Artens utbredningsområde är Spanien. Inga underarter finns listade i Catalogue of Life.